# Арне Сомерсало
Арне Сомерсало (справжнє прізвище — Соммер) (18 березня 1891, Тампере — 17 серпня 1941) — фінський військовик, командувач Повітряних сил Фінляндії (1920–1926), державний діяч, правий політик, журналіст, редактор.

## Життєпис
Командувач Повітряних сил Фінляндії, депутат парламенту Фінляндії.
Закінчив Гельсінський університет, згодом вивчав природничі науки в Єнському університеті (Німеччина).
Учасник Першої світової війни.
У 1916 вступив до лав Імперської армії Німеччини, де пройшов старшинські курси як поручник у лавах Гусарського полку № 16. Закінчив війну офіцером-ад'ютантом Генерального штабу 9-ї німецької армії на Західному фронті, воюючи проти французів. Згодом за свою службу отримав «Залізного хреста».
З 1918 служив у фінській армії.
З 1918 по 1919 очолював Головне управління Генерального директорату, начальник оперативного відділу Генерального штабу (1919–1920).
З 1920 по 1926 — командувач Повітряних сил Фінляндії.
З 1926 — активний правий політик, антикомуніст. Редагував журнал «Valkoinen Vartio», заснував антикомуністичну Фінську лігу оборони.
З 1930 — член антикомуністичного Руху Лапуа.
З 1932 — член правої партії «Патріотичний народний рух» (IKL). У тому ж році брав участь в заколоті в Мянтсяля.
У 1933–1935 — депутат Едускунти (парламенту Фінляндії).
Редагував газету «IKL Ajan Suunta» (1931— 1935). Прихильник корпоративізму, близький до націонал-соціалізму та фашизму, брав участь у Міжнародній Фашистівській Конференції у Монтрьо (1934—1935), представляючи Народний патріотичний рух Фінляндії.
Активний учасник Совєцько-фінської війни (1939—1940). Служив начальником штабу фронту в Суомуссалмі, а точніше у складі «групи Сусі» Пааво Сусітайвала, що відтягувала наступальні загони Червоної армії у непролазні північні болотисті ліси.
У роки Другої світової війни — офіцер зв'язку дивізії «Ва́ффен-СС» в Лапландії.
Загинув у бою в районі Кестеньга (Карелія) в ході операції «Полярфукс» німецьких військ в Заполяр'ї.
Перепохований на цвинтарі Кулосаарі в Гельсінкі.